# Octavio Bartolucci
Octavio Bartolucci (Rosario, 8 de marzo de 1975) es un ex–jugador argentino de rugby que se desempeñaba como wing.

## Selección nacional
Fue convocado a los Pumas por primera vez en septiembre de 1996 para enfrentar a las Águilas y disputó su último partido en agosto de 2003 ante los Teros. En total jugó 20 partidos y marcó 45 puntos, productos de nueve tries.

### Participaciones en Copas del Mundo
Participó del mundial de Gales 1999 donde jugó como titular en los partidos ante el anfitrión y Manu Samoa.
| Mundial                       | Sede  | Resultado        | PJ | Tries |
| ----------------------------- | ----- | ---------------- | -- | ----- |
| Copa Mundial de Rugby de 1999 | Gales | Cuartos de final | 2  | 0     |

## Palmarés
- Campeón del Sudamericano de Rugby A de 1998 y 2003.
- Campeón del Torneo de la URBA de 1996.